# Lista de expedições visitantes à Estação Espacial Internacional

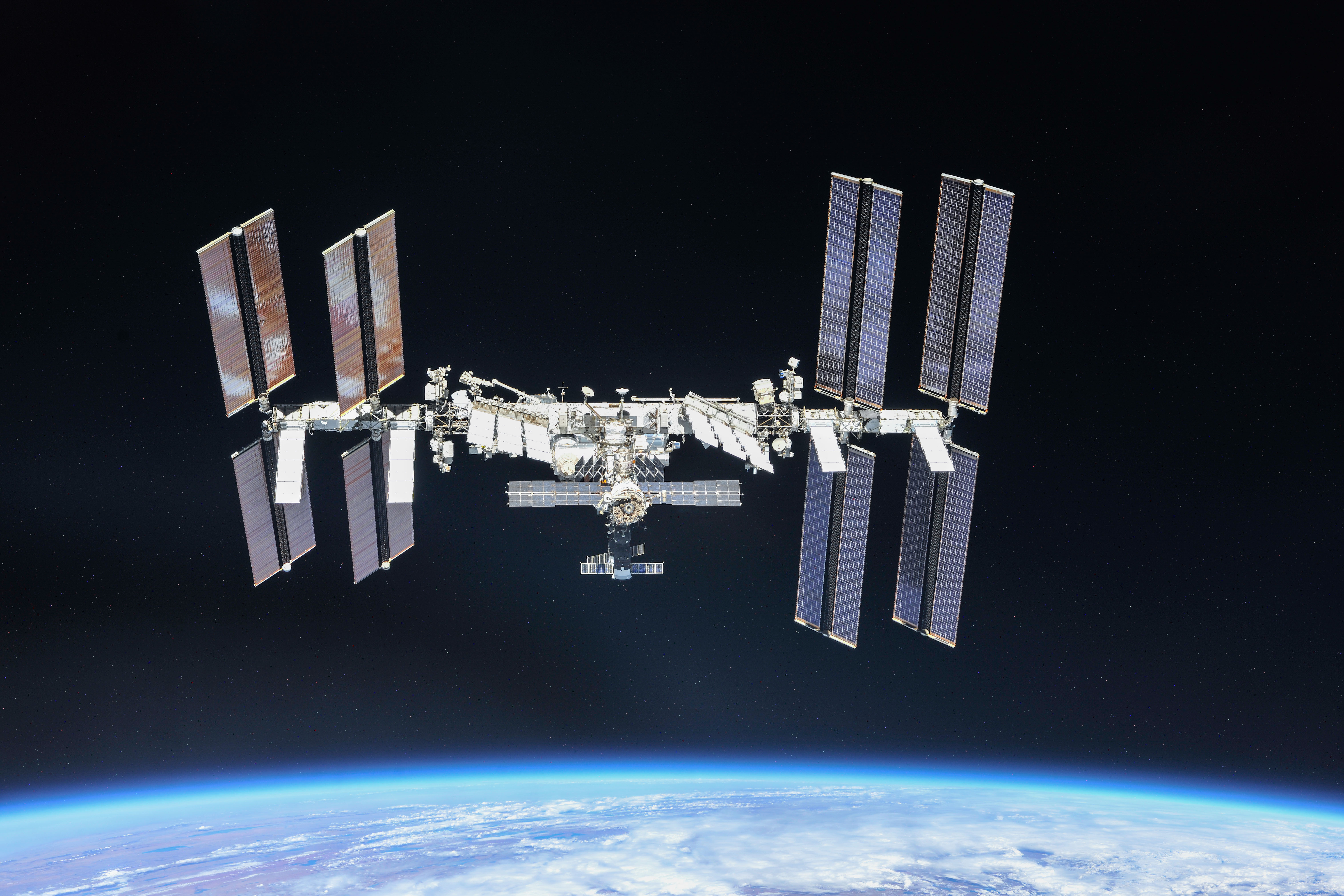
A Estação Espacial Internacional em 2018.

As expedições visitantes na Estação Espacial Internacional são equipes de um a três astronautas que visitam a ISS pela Soyuz em expedições de curta duração. EP-N é um termo utilizado pela RKK Energia, significando tanto "Tripulação Visitante" quanto "Expedição Visitante".
Os humanos tem estado de forma temporária na ISS desde dezembro de 1998 e de forma permanente desde novembro de 2000. A ocupação permanente da estação é realizada por equipes principais, que geralmente ficam por seis meses. Junto disso, os ônibus espaciais também foram até a ISS durante a construção da estação.
Soyuz de três assentos e de uso único servem como botes salva vidas na ISS, trocando a cada seis meses. Se o transporte dos membros principais não ocupar totalmente a Soyuz, as naves acabam sendo tripuladas por astronautas que retornavam após uma semana ou dez dias no ônibus espacial (geralmente representantes de agências espaciais além da Rússia ou turistas espaciais) ou pela Soyuz. Estes tripulantes são a "equipe visitante" e suas expedições são chamadas de "expedições visitantes" (Russo: экспедиция посещения, ou ЭП). No período de 2000-2002, quando as tripulações eram trocadas pelo ônibus espacial, as expedições visitantes acabavam sendo de três pessoas. Entre 2003-2009, só havia um assento disponível na Soyuz além de dois assentos da tripulação principal. Desde 2009, as tripulações principais tem sido de seis tripulantes e a Soyuz foi unicamente utilizada por seu transporte até o lançamento da Crew Dragon. A aproxima visita de curta duração não ocorreu até setembro de 2015, em relação com a missão de um ano na ISS, e então em 2019.

## Lista
- Datas ao lado da "Expedição X" são da permanência na Estação.

     Missões com turistas espaciais.
| Nº                                                                                             | Insígnia                     | Tripulação                                                        | Imagem          | Lançamento                              | Pouso                                   | Suplente                                     | Ref.                               |
| ---------------------------------------------------------------------------------------------- | ---------------------------- | ----------------------------------------------------------------- | --------------- | --------------------------------------- | --------------------------------------- | -------------------------------------------- | ---------------------------------- |
| 1ª Expedição Visitante 30 de abril de 2001 - 06 de maio de 2001                                |                              |                                                                   |                 |                                         |                                         |                                              |                                    |
| 1                                                                                              |                              | Talgat Musabayev Yuri Baturin Dennis Tito (turista)               |                 | 28.04.2001 07:37:19 UTC (Soyuz TM-32)   | 06.05.2001 05:41:28 UTC (Soyuz TM-31)   | Viktor Afanasyev Konstantin Kozeyev          | [ 5 ] [ 6 ]                        |
| 1                                                                                              | 7d 22h 04m 08s               | Talgat Musabayev Yuri Baturin Dennis Tito (turista)               |                 |                                         |                                         | Viktor Afanasyev Konstantin Kozeyev          | [ 5 ] [ 6 ]                        |
| 2ª Expedição Visitante Programa Andrômeda 23 de outubro de 2001 - 31 de outubro de 2001        |                              |                                                                   |                 |                                         |                                         |                                              |                                    |
| 2                                                                                              |                              | Viktor Afanasyev Claudie Haigneré Konstantin Kozeyev              |                 | 21.10.2001 08:59:34 UTC (Soyuz TM-33)   | 31.10.2001 04:59:25 UTC (Soyuz TM-32)   | Sergei Zalyotin Nadezhda Kuzhelnaya          | [ 7 ] [ 8 ]                        |
| 2                                                                                              | 9d 19h 59m 50s               | Viktor Afanasyev Claudie Haigneré Konstantin Kozeyev              |                 |                                         |                                         | Sergei Zalyotin Nadezhda Kuzhelnaya          | [ 7 ] [ 8 ]                        |
| 3ª Expedição Visitante Programa Marco Polo 27 de abril de 2002 - 05 de maio de 2002            |                              |                                                                   |                 |                                         |                                         |                                              |                                    |
| 3                                                                                              |                              | Yuri Gidzenko Roberto Vittori Mark Shuttleworth (turista)         |                 | 25.04.2002 06:26:35 UTC (Soyuz TM-34)   | 05.05.2002 03:51:40 UTC (Soyuz TM-33)   | Gennady Padalka Oleg Kononenko               | [ 9 ] [ 10 ]                       |
| 3                                                                                              | 9d 21h 25m 05s               | Yuri Gidzenko Roberto Vittori Mark Shuttleworth (turista)         |                 |                                         |                                         | Gennady Padalka Oleg Kononenko               | [ 9 ] [ 10 ]                       |
| 4ª Expedição Visitante Programa Odissea 01 de novembro de 2002 - 09 de novembro de 2002        |                              |                                                                   |                 |                                         |                                         |                                              |                                    |
| 4                                                                                              |                              | Sergei Zalyotin Frank De Winne Yuri Lonchakov                     |                 | 30.10.2002 03:11:10 UTC (Soyuz TMA-1)   | 10.11.2001 00:04:20 UTC (Soyuz TM-34)   | Yuri Lonchakov Aleksandr Lazutkin            | [ 11 ] [ 12 ]                      |
| 4                                                                                              | 10d 20h 53m 09s              | Sergei Zalyotin Frank De Winne Yuri Lonchakov                     |                 |                                         |                                         | Yuri Lonchakov Aleksandr Lazutkin            | [ 11 ] [ 12 ]                      |
| 5ª Expedição Visitante Programa Cervantes 20 de outubro de 2003 - 27 de outubro de 2003        |                              |                                                                   |                 |                                         |                                         |                                              |                                    |
| 5                                                                                              |                              | Pedro Duque                                                       |                 | 18.10.2003 05:38:03 UTC (Soyuz TMA-3)   | 28.10.2003 02:40:20 UTC (Soyuz TMA-2)   | André Kuipers                                | [ 13 ] [ 14 ]                      |
| 5                                                                                              | 9d 21h 02m 17s               | Pedro Duque                                                       |                 |                                         |                                         | André Kuipers                                | [ 13 ] [ 14 ]                      |
| 6ª Expedição Visitante Programa Delta 21 de abril de 2004 - 29 de abril de 2004                |                              |                                                                   |                 |                                         |                                         |                                              |                                    |
| 6                                                                                              |                              | André Kuipers                                                     |                 | 19.04.2004 03:19:00 UTC (Soyuz TMA-4)   | 30.04.2004 00:11:15 UTC (Soyuz TMA-3)   | Gerhard Thiele                               | [ 15 ] [ 16 ]                      |
| 6                                                                                              | 10d 20h 52m 15s              | André Kuipers                                                     |                 |                                         |                                         | Gerhard Thiele                               | [ 15 ] [ 16 ]                      |
| 7ª Expedição Visitante 16 de outubro de 2004 - 24 de outubro de 2004                           |                              |                                                                   |                 |                                         |                                         |                                              |                                    |
| 7                                                                                              | 7                            | Yuri Shargin                                                      |                 | 14.10.2004 03:06:27 UTC (Soyuz TMA-5)   | 24.10.2004 00:35:08 UTC (Soyuz TMA-4)   | Não escalaram um suplente.                   | [ 17 ] [ 18 ]                      |
| 7                                                                                              | 7                            | Yuri Shargin                                                      | 9d 21h 28m 41s  |                                         |                                         | Não escalaram um suplente.                   | [ 17 ] [ 18 ]                      |
| 8ª Expedição Visitante Programa Eneide 17 de abril de 2005 - 24 de abril de 2005               |                              |                                                                   |                 |                                         |                                         |                                              |                                    |
| 8                                                                                              | 8                            | Roberto Vittori                                                   |                 | 15.04.2005 00:46:25 UTC (Soyuz TMA-6)   | 24.04.2005 22:08:27 UTC (Soyuz TMA-5)   | Robert Thirsk                                | [ 19 ] [ 20 ]                      |
| 8                                                                                              | 8                            | Roberto Vittori                                                   | 9d 21h 22m 02s  |                                         |                                         | Robert Thirsk                                | [ 19 ] [ 20 ]                      |
| 9ª Expedição Visitante 03 de outubro de 2005 - 10 de outubro de 2005                           |                              |                                                                   |                 |                                         |                                         |                                              |                                    |
| 9                                                                                              | 9                            | Gregory Olsen                                                     |                 | 01.10.2005 03:54:53 UTC (Soyuz TMA-7)   | 11.10.2005 01:09:47 UTC (Soyuz TMA-6)   | Sergei Kostenko [cs]                         | [ 21 ] [ 22 ]                      |
| 9                                                                                              | 9                            | Gregory Olsen                                                     | 9d 21h 14m 55s  |                                         |                                         | Sergei Kostenko [cs]                         | [ 21 ] [ 22 ]                      |
| 10ª Expedição Visitante Missão Centenário 01 de abril de 2006 - 08 de abril de 2006            |                              |                                                                   |                 |                                         |                                         |                                              |                                    |
| 10                                                                                             |                              | Marcos Pontes                                                     |                 | 30.03.2006 02:30:20 UTC (Soyuz TMA-8)   | 08.04.2006 23:47:12 UTC (Soyuz TMA-7)   | Sergei Volkov                                | [ 23 ] [ 24 ]                      |
| 10                                                                                             | Participante do voo espacial | 9d 21h 16m 52s                                                    | 9d 21h 16m 52s  |                                         |                                         | Sergei Volkov                                | [ 23 ] [ 24 ]                      |
| 11ª Expedição Visitante 20 de setembro de 2006 - 29 de setembro de 2006                        |                              |                                                                   |                 |                                         |                                         |                                              |                                    |
| 11                                                                                             | 11                           | Anousheh Ansari                                                   |                 | 19.09.2006 04:08:42 UTC (Soyuz TMA-9)   | 29.09.2006 01:13:37 UTC (Soyuz TMA-8)   | Não escalaram um suplente.                   | [ 25 ] [ 26 ]                      |
| 11                                                                                             | 11                           | Anousheh Ansari                                                   | 10d 21h 04m 55s |                                         |                                         | Não escalaram um suplente.                   | [ 25 ] [ 26 ]                      |
| 12ª Expedição Visitante 09 de abril de 2007 - 21 de abril de 2007                              |                              |                                                                   |                 |                                         |                                         |                                              |                                    |
| 12                                                                                             | 12                           | Charles Simonyi                                                   |                 | 07.04.2007 17:31:14 UTC (Soyuz TMA-10)  | 21.04.2007 12:31:04 UTC (Soyuz TMA-9)   | Não escalaram um suplente.                   | [ 27 ] [ 28 ]                      |
| 12                                                                                             | 12                           | Charles Simonyi                                                   | 13d 18h 59m 50s |                                         |                                         | Não escalaram um suplente.                   | [ 27 ] [ 28 ]                      |
| 13ª Expedição Visitante 12 de outubro de 2007 - 21 de outubro de 2007                          |                              |                                                                   |                 |                                         |                                         |                                              |                                    |
| 13                                                                                             | 13                           | Sheikh Muszaphar Shukor                                           |                 | 10.10.2007 13:22:38 UTC (Soyuz TMA-11)  | 21.10.2007 10:35:49 UTC (Soyuz TMA-10)  | Faiz Khaleed [en]                            | [ 29 ] [ 30 ]                      |
| 13                                                                                             | 13                           | Participante do voo espacial                                      | 10d 21h 13m 10s | 10d 21h 13m 10s                         |                                         | Faiz Khaleed [en]                            | [ 29 ] [ 30 ]                      |
| 14ª Expedição Visitante Korean Astronaut Program 10 de abril de 2008 - 19 de abril de 2008     |                              |                                                                   |                 |                                         |                                         |                                              |                                    |
| 14                                                                                             | 14                           | Yi So-yeon                                                        |                 | 08.04.2008 11:16:38 UTC (Soyuz TMA-12)  | 19.04.2008 08:29:43 UTC (Soyuz TMA-11)  | Ko San [en]                                  | [ 31 ] [ 32 ]                      |
| 14                                                                                             | 14                           | Participante do voo espacial                                      | 10d 21h 13m 05s | 10d 21h 13m 05s                         |                                         | Ko San [en]                                  | [ 31 ] [ 32 ]                      |
| 15ª Expedição Visitante Generation II Astronaut 14 de outubro de 2008 - 24 de outubro de 2008  |                              |                                                                   |                 |                                         |                                         |                                              |                                    |
| 15                                                                                             | 15                           | Richard Garriott                                                  |                 | 12.10.2008 07:01:33 UTC (Soyuz TMA-13)  | 24.10.2008 03:36:49 UTC (Soyuz TMA-12)  | Nik Halik [en]                               | [ 33 ] [ 34 ]                      |
| 15                                                                                             | 15                           | Richard Garriott                                                  | 11d 20h 35m 17s |                                         |                                         | Nik Halik [en]                               | [ 33 ] [ 34 ]                      |
| 16ª Expedição Visitante 28 de março de 2009 - 08 de abril de 2009                              |                              |                                                                   |                 |                                         |                                         |                                              |                                    |
| 16                                                                                             | 16                           | Charles Simonyi                                                   |                 | 26.03.2009 11:49:18 UTC (Soyuz TMA-14)  | 08.04.2009 07:15:09 UTC (Soyuz TMA-13)  | Esther Dyson [en]                            | [ 35 ] [ 36 ]                      |
| 16                                                                                             | 16                           | Charles Simonyi                                                   | 12d 19h 25m 52s |                                         |                                         | Esther Dyson [en]                            | [ 35 ] [ 36 ]                      |
| 17ª Expedição Visitante Poetic Social Mission 02 de outubro de 2009 - 11 de outubro de 2009    |                              |                                                                   |                 |                                         |                                         |                                              |                                    |
| 17                                                                                             | 17                           | Guy Laliberté                                                     |                 | 30.09.2009 07:14:44 UTC (Soyuz TMA-16)  | 11.10.2009 04:31:43 UTC (Soyuz TMA-14)  | Barbara Barrett [en]                         | [ 37 ] [ 38 ]                      |
| 17                                                                                             | 17                           | Guy Laliberté                                                     | 10d 21h 16m 58s |                                         |                                         | Barbara Barrett [en]                         | [ 37 ] [ 38 ]                      |
| 18ª Expedição Visitante 04 de setembro de 2015 - 19 de setembro de 2015                        |                              |                                                                   |                 |                                         |                                         |                                              |                                    |
| 18                                                                                             | 18                           | Andreas Mogensen Aidyn Aimbetov                                   |                 | 02.09.2015 04:37:43 UTC (Soyuz TMA-18M) | 12.09.2015 00:51:30 UTC (Soyuz TMA-16M) | Thomas Pesquet Sergey Prokopyev              | [ 39 ] [ 40 ]                      |
| 18                                                                                             | 18                           | Andreas Mogensen Aidyn Aimbetov                                   | 9d 20h 13m 47s  |                                         |                                         | Thomas Pesquet Sergey Prokopyev              | [ 39 ] [ 40 ]                      |
| 19ª Expedição Visitante UAE Astronaut Mission 1 25 de setembro de 2019 - 03 de outubro de 2019 |                              |                                                                   |                 |                                         |                                         |                                              |                                    |
| 19                                                                                             | 19                           | Hazza Al Mansoori                                                 |                 | 25.09.2019 13:57:42 UTC (Soyuz MS-15)   | 03.10.2019 10:59:21 UTC (Soyuz MS-12)   | Sultan Al Neyadi                             | [ 41 ] [ 42 ]                      |
| 19                                                                                             | 19                           | Participante do voo espacial                                      | 7d 21h 01m 38s  | 7d 21h 01m 38s                          |                                         | Sultan Al Neyadi                             | [ 41 ] [ 42 ]                      |
| - Expedição Visitante Vyzov 05 de outubro de 2021 - 17 de outubro de 2021                      |                              |                                                                   |                 |                                         |                                         |                                              |                                    |
| -                                                                                              | -                            | Klim Shipenko Yulia Peresild                                      |                 | 05.10.2021 08:55:02 UTC (Soyuz MS-19)   | 17.10.2021 04:35:42 UTC (Soyuz MS-18)   | Aleksei Dudin Alyona Mordovina               | [ 43 ] [ 44 ] [ 45 ] [ 46 ] [ 47 ] |
| -                                                                                              | -                            | Klim Shipenko Yulia Peresild                                      | 11d 19h 40m 40s |                                         |                                         | Aleksei Dudin Alyona Mordovina               | [ 43 ] [ 44 ] [ 45 ] [ 46 ] [ 47 ] |
| -                                                                                              | -                            | Participantes do voo espacial                                     |                 |                                         |                                         | Aleksei Dudin Alyona Mordovina               | [ 43 ] [ 44 ] [ 45 ] [ 46 ] [ 47 ] |
| 20ª Expedição Visitante 08 de dezembro de 2021 - 20 de dezembro de 2021                        |                              |                                                                   |                 |                                         |                                         |                                              |                                    |
| 20                                                                                             | 20                           | Aleksandr Misurkin Yusaku Maezawa (turista) Yozo Hirano (turista) |                 | 08.12.2021 07:38:15 UTC (Soyuz MS-20)   | 20.12.2021 03:13:18 UTC (Soyuz MS-20)   | Alexandr Skvortsov Andrei Fediaev Shun Ogiso | [ 48 ] [ 49 ]                      |
| 20                                                                                             | 20                           | Aleksandr Misurkin Yusaku Maezawa (turista) Yozo Hirano (turista) | 11d 19h 35m 03s |                                         |                                         | Alexandr Skvortsov Andrei Fediaev Shun Ogiso | [ 48 ] [ 49 ]                      |
| 21ª Expedição Visitante 23 de março de 2024 - 6 de abril de 2024                               |                              |                                                                   |                 |                                         |                                         |                                              |                                    |
| 21                                                                                             | 21                           | Oleg Novitski Marina Vaciliouskaia (participante)                 |                 | 23.03.2024 12:36:10 UTC (Soyuz MS-25)   | 06.04.2024 07:17 UTC (Soyuz MS-24)      | Ivan Vagner Anastasia Lenkova                | [ 50 ]                             |
| 21                                                                                             | 21                           | Oleg Novitski Marina Vaciliouskaia (participante)                 | 13d 18h 40m 50s |                                         |                                         | Ivan Vagner Anastasia Lenkova                | [ 50 ]                             |

### Canceladas
Expedições canceladas devido ao acidente do ônibus espacial Columbia.
| Tripulação                     | Lançamento                | Duração | Suplente                        | Ref.          |
| ------------------------------ | ------------------------- | ------- | ------------------------------- | ------------- |
| 5ª Expedição Visitante         |                           |         |                                 |               |
| Gennady Padalka Pedro Duque    | 28.04.2003 (Soyuz TMA-2A) | 10 dias | Sergei Krikalev Oleg Kotov      | [ 51 ] [ 52 ] |
| 6ª Expedição Visitante         |                           |         |                                 |               |
| Pavel Vinogradov André Kuipers | 18.10.2003 (Soyuz TMA-3A) | 10 dias | Iuri Onufrienko Oleg Skripochka | [ 51 ] [ 53 ] |

## Nota
1. ↑  Somente em alguns aspectos do treino.